# Затрубний тиск
Затрубний тиск (рос. затрубное давление, англ. annular pressure, нім. Ringraumkopfdruck m) — тиск рідини (газу) в кільцевому просторі експлуатаційної свердловини між експлуатаційною колоною і колоною насосно-компресорних труб, у процесі спорудження свердловини — тиск між останньою обсадною колоною і колоною труб, що на даний момент спущені в свердловину (бурильні, обсадні, НКТ). Характеризує динамічний рівень у випадку експлуатаційної свердловини. Вимірюється за допомогою манометра, встановленого на затрубних відводах.